# Elezioni amministrative in Italia del 1960
Le elezioni amministrative in Italia del 1960 si tennero il 6 e 7 novembre. La tornata si tenne insolitamente in autunno, per le lungaggini nella riforma della legge elettorale provinciale in senso proporzionale.
Furono rinnovate 6.898 amministrazioni comunali. Andarono al voto tutti i comuni capoluogo di provincia, eccetto Aosta, Gorizia (chiamati alle urne nella tornata autunnale delle amministrative del 1956, con scadenza nel 1961), Vercelli, Cremona, Bolzano, Arezzo (amministrative del 1957), Trieste, Massa (amministrative del 1958) e Bari (amministrative del 1959).
Furono altresì rinnovate 77 amministrazioni provinciali, oltre alle elezioni regionali in Trentino-Alto Adige.

## Elezioni comunali
Di seguito i risultati dei comuni capoluogo di provincia.

### Piemonte

#### Alessandria
| Liste                                          | Voti   | %     | Seggi |
| ---------------------------------------------- | ------ | ----- | ----- |
| Partito Comunista Italiano (PCI)               | 18.241 | 30,28 | 12    |
| Democrazia Cristiana (DC)                      | 17.507 | 29,07 | 12    |
| Partito Socialista Italiano (PSI)              | 14,114 | 23,43 | 10    |
| Partito Socialista Democratico Italiano (PSDI) | 5.630  | 9,34  | 4     |
| Movimento Sociale Italiano (MSI)               | 2.401  | 3,98  | 1     |
| Partito Liberale Italiano (PLI)                | 2.329  | 3,86  | 1     |
| Totale                                         | 60.222 |       | 40    |

#### Asti
| Liste                                                    | Voti   | %     | Seggi |
| -------------------------------------------------------- | ------ | ----- | ----- |
| Democrazia Cristiana (DC)                                | 15.530 | 39,32 | 16    |
| Partito Comunista Italiano (PCI)                         | 8.159  | 20,65 | 8     |
| Partito Socialista Italiano (PSI)                        | 5.771  | 14,61 | 6     |
| Partito Socialista Democratico Italiano (PSDI)           | 3.759  | 9,51  | 4     |
| Partito Liberale Italiano (PLI)                          | 1.871  | 4,73  | 2     |
| Partito Democratico Italiano di Unità Monarchica (PDIUM) | 1.169  | 2,95  | 1     |
| Altri                                                    | 3.235  | 8,19  | 3     |
| Totale                                                   | 39.494 |       | 40    |

#### Novara
| Liste                                          | Voti   | %     | Seggi |
| ---------------------------------------------- | ------ | ----- | ----- |
| Democrazia Cristiana (DC)                      | 20.267 | 35,54 | 15    |
| Partito Socialista Italiano (PSI)              | 16.078 | 28,19 | 12    |
| Partito Comunista Italiano (PCI)               | 11.556 | 20,26 | 8     |
| Partito Socialista Democratico Italiano (PSDI) | 3.892  | 6,82  | 2     |
| Partito Liberale Italiano (PLI)                | 2.839  | 4,97  | 2     |
| Movimento Sociale Italiano (MSI)               | 2.389  | 4,18  | 1     |
| Totale                                         |        |       | 40    |

#### Torino
| Liste                                           | Voti    | %     | Seggi |
| ----------------------------------------------- | ------- | ----- | ----- |
| Democrazia Cristiana (DC)                       | 207.504 | 32,87 | 27    |
| Partito Comunista Italiano (PCI)                | 151.997 | 24.07 | 20    |
| Partito Socialista Italiano (PSI)               | 89.603  | 14.19 | 12    |
| Partito Socialista Democratico Italiano (PSDI)  | 65.474  | 10.37 | 8     |
| Partito Liberale Italiano (PLI)                 | 46.231  | 7,33  | 6     |
| Movimento Sociale Italiano (MSI)                | 21.365  | 3,38  | 2     |
| Movimento Autonomia Regionale Piemontese (MARP) | 19.094  | 3.02  | 2     |
| Partito Democratico Italiano (PDUM)             | 18.554  | 2,94  | 2     |
| Torino Nuova (PR, PRI e Indipendenti)           | 10.486  | 1,66  | 1     |
| Totale                                          | 631.428 |       | 80    |

### Lombardia

#### Bergamo
| Liste                                                    | Voti   | %    | Seggi |
| -------------------------------------------------------- | ------ | ---- | ----- |
| Democrazia Cristiana (DC)                                | 36.206 | 53,2 | 28    |
| Partito Socialista Italiano (PSI)                        | 8.222  | 12,1 | 6     |
| Partito Comunista Italiano (PCI)                         | 6.369  | 9,4  | 5     |
| Partito Socialista Democratico Italiano (PSDI)           | 6.283  | 9,2  | 4     |
| Movimento Sociale Italiano (MSI)                         | 4.658  | 6,9  | 3     |
| Partito Liberale Italiano (PLI)                          | 4.484  | 6,6  | 3     |
| Partito Democratico Italiano di Unità Monarchica (PDIUM) | 1.763  | 2,6  | 1     |
| Totale                                                   |        |      |       |

#### Brescia
| Liste                                                    | Voti    | %     | Seggi |
| -------------------------------------------------------- | ------- | ----- | ----- |
| Democrazia Cristiana (DC)                                | 46.360  | 44,50 | 24    |
| Partito Socialista Italiano (PSI)                        | 18.391  | 17,79 | 9     |
| Partito Comunista Italiano (PCI)                         | 17.235  | 16,56 | 8     |
| Movimento Sociale Italiano (MSI)                         | 6.745   | 6,58  | 3     |
| Partito Socialista Democratico Italiano (PSDI)           | 6.648   | 6,49  | 3     |
| Partito Liberale Italiano (PLI)                          | 5.338   | 5,13  | 2     |
| Partito Democratico Italiano di Unità Monarchica (PDIUM) | 2.294   | 2,24  | 1     |
| Partito Repubblicano Italiano (PRI)                      | 1.088   | 0,40  | -     |
| Totale                                                   | 104.099 |       | 50    |

#### Como
| Liste                                                    | Voti   | %     | Seggi |
| -------------------------------------------------------- | ------ | ----- | ----- |
| Democrazia Cristiana (DC)                                | 21.527 | 41,97 | 17    |
| Partito Socialista Italiano (PSI)                        | 9.615  | 18,74 | 8     |
| Partito Socialista Democratico Italiano (PSDI)           | 5.173  | 10,08 | 4     |
| Partito Comunista Italiano (PCI)                         | 4.870  | 9,49  | 4     |
| Partito Liberale Italiano (PLI)                          | 3.847  | 7,50  | 3     |
| Movimento Sociale Italiano (MSI)                         | 3.346  | 6,52  | 2     |
| Partito Democratico Italiano di Unità Monarchica (PDIUM) | 2.913  | 5,67  | 2     |
| Totale                                                   | 51.291 |       | 40    |

#### Mantova
| Liste                                          | Voti   | %    | Seggi |
| ---------------------------------------------- | ------ | ---- | ----- |
| Democrazia Cristiana (DC)                      | 12.641 | 31,2 | 13    |
| Partito Socialista Italiano (PSI)              | 11.020 | 27,2 | 11    |
| Partito Comunista Italiano (PCI)               | 9.540  | 23,5 | 10    |
| Movimento Sociale Italiano (MSI)               | 2.762  | 6,8  | 3     |
| Partito Socialista Democratico Italiano (PSDI) | 2.549  | 6,3  | 2     |
| Partito Liberale Italiano (PLI)                | 1.229  | 3,0  | 1     |
| Altri                                          |        | 1,9  | -     |
| Totale                                         | 40.530 |      | 40    |

#### Milano
| Liste                                                    | Voti    | %     | Seggi |
| -------------------------------------------------------- | ------- | ----- | ----- |
| Democrazia Cristiana (DC)                                | 288.030 | 29,87 | 25    |
| Partito Socialista Italiano (PSI)                        | 199.728 | 20,71 | 17    |
| Partito Comunista Italiano (PCI)                         | 195.521 | 20,28 | 17    |
| Partito Socialista Democratico Italiano (PSDI)           | 101.703 | 10,55 | 8     |
| Partito Liberale Italiano (PLI)                          | 78.488  | 8,14  | 6     |
| Movimento Sociale Italiano (MSI)                         | 63.156  | 6,55  | 5     |
| Partito Democratico Italiano di Unità Monarchica (PDIUM) | 24.858  | 2,58  | 2     |
| Partito Repubblicano Italiano (PRI)                      | 10.201  | 1,06  | -     |
| Movimento Combattenti                                    | 2.513   | 0,26  | -     |
| Totale                                                   | 964.198 |       | 80    |

#### Pavia
| Liste                                                    | Voti   | %     | Seggi |
| -------------------------------------------------------- | ------ | ----- | ----- |
| Democrazia Cristiana (DC)                                | 16.114 | 31,95 | 13    |
| Partito Comunista Italiano (PCI)                         | 12.822 | 25,42 | 11    |
| Partito Socialista Italiano (PSI)                        | 9.418  | 18,67 | 8     |
| Partito Socialista Democratico Italiano (PSDI)           | 4.090  | 8,11  | 3     |
| Partito Liberale Italiano (PLI)                          | 3.987  | 7,90  | 3     |
| Movimento Sociale Italiano (MSI)                         | 2.178  | 4,31  | 1     |
| Partito Democratico Italiano di Unità Monarchica (PDIUM) | 1.177  | 2,33  | 1     |
| Partito Repubblicano Italiano (PRI)                      | 638    | 1,26  | -     |
| Totale                                                   | 50.424 |       | 40    |

#### Varese
| Liste                                                    | Voti   | %    | Seggi |
| -------------------------------------------------------- | ------ | ---- | ----- |
| Democrazia Cristiana (DC)                                | 18.187 | 44,9 |       |
| Partito Socialista Italiano (PSI)                        | 7.779  | 19,2 |       |
| Partito Comunista Italiano (PCI)                         | 4.240  | 10,5 |       |
| Partito Socialista Democratico Italiano (PSDI)           | 3.254  | 8,0  |       |
| Movimento Sociale Italiano (MSI)                         | 2.718  | 6,7  |       |
| Partito Liberale Italiano (PLI)                          | 2.704  | 6,7  |       |
| Partito Democratico Italiano di Unità Monarchica (PDIUM) | 1.276  | 3,1  |       |
| Partito Repubblicano Italiano (PRI)                      | 358    | 0,9  |       |
| Totale                                                   |        |      |       |

### Trentino-Alto Adige

#### Trento
Le elezioni si tennero il 30 maggio.

### Veneto

#### Belluno
| Liste                                                    | Voti   | %    | Seggi |
| -------------------------------------------------------- | ------ | ---- | ----- |
| Democrazia Cristiana (DC)                                | 8.326  | 47,1 |       |
| Partito Socialista Italiano (PSI)                        | 3.272  | 18,5 |       |
| Partito Socialista Democratico Italiano (PSDI)           | 2.275  | 12,9 |       |
| Partito Comunista Italiano (PCI)                         | 2.104  | 11,9 |       |
| Movimento Sociale Italiano (MSI)                         | 728    | 4,1  |       |
| Partito Liberale Italiano (PLI)                          | 664    | 3,8  |       |
| Partito Democratico Italiano di Unità Monarchica (PDIUM) | 320    | 1,8  |       |
| Totale                                                   | 17.689 |      |       |

#### Padova
| Liste                                                    | Voti    | %     | Seggi |
| -------------------------------------------------------- | ------- | ----- | ----- |
| Democrazia Cristiana (DC)                                | 56.740  | 48,04 | 25    |
| Partito Comunista Italiano (PCI)                         | 18.261  | 15,37 | 8     |
| Partito Socialista Italiano (PSI)                        | 17.806  | 15,07 | 8     |
| Partito Socialista Democratico Italiano (PSDI)           | 8.895   | 7,53  | 3     |
| Movimento Sociale Italiano (MSI)                         | 6.725   | 5,69  | 3     |
| Partito Liberale Italiano (PLI)                          | 5.558   | 4,71  | 2     |
| Partito Democratico Italiano di Unità Monarchica (PDIUM) | 2.881   | 2,44  | 1     |
| Partito Repubblicano Italiano (PRI)                      | 1.318   | 1,12  | -     |
| Totale                                                   | 118.214 |       | 50    |

#### Rovigo
| Liste                                         | Voti   | %    | Seggi |
| --------------------------------------------- | ------ | ---- | ----- |
| Democrazia Cristiana (DC)                     | 11.765 | 42,1 |       |
| Partito Comunista Italiano (PCI)              | 6.774  | 24,2 |       |
| Partito Socialista Italiano (PSI)             | 4.765  | 17,0 |       |
| Partito Socialista Democratico Italiano (PLI) | 2.050  | 7,3  |       |
| Movimento Sociale Italiano (MSI)              | 1.840  | 6,6  |       |
| Partito Liberale Italiano (PLI)               | 784    | 2,8  |       |
| Totale                                        | 27.978 |      |       |

#### Treviso
| Liste                                                    | Voti   | %    | Seggi |
| -------------------------------------------------------- | ------ | ---- | ----- |
| Democrazia Cristiana (DC)                                | 21.037 | 47,6 |       |
| Partito Socialista Italiano (PSI)                        | 7.042  | 15,9 |       |
| Partito Socialista Democratico Italiano (PLI)            | 4.717  | 10,7 |       |
| Partito Comunista Italiano (PCI)                         | 4.570  | 10,3 |       |
| Movimento Sociale Italiano (MSI)                         | 2.595  | 5,9  |       |
| Partito Liberale Italiano (PLI)                          | 2.244  | 5,1  |       |
| Partito Repubblicano Italiano (PRI)                      | 1.383  | 3,1  |       |
| Partito Democratico Italiano di Unità Monarchica (PDIUM) | 644    | 1,5  |       |
| Totale                                                   | 44.232 |      |       |

#### Venezia
| Liste                                                    | Voti    | %    | Seggi |
| -------------------------------------------------------- | ------- | ---- | ----- |
| Democrazia Cristiana (DC)                                | 75.940  | 36,3 | 23    |
| Partito Comunista Italiano (PCI)                         | 49.915  | 22,4 | 14    |
| Partito Socialista Italiano (PSI)                        | 45.640  | 21,8 | 13    |
| Partito Socialista Democratico Italiano (PSDI)           | 13.289  | 6,3  | 4     |
| Movimento Sociale Italiano (MSI)                         | 10.303  | 4,9  | 3     |
| Partito Liberale Italiano (PLI)                          | 7.015   | 3,3  | 2     |
| Partito Repubblicano Italiano (PRI)                      | 2.531   | 1,2  | -     |
| Partito Democratico Italiano di Unità Monarchica (PDIUM) | 2.124   | 1,0  | -     |
| Altri                                                    | 5.722   | 2,7  | -     |
| Totale                                                   | 209.479 |      | 60    |

#### Verona
| Liste                                          | Voti    | %     | Seggi |
| ---------------------------------------------- | ------- | ----- | ----- |
| Democrazia Cristiana (DC)                      | 64.854  | 48,18 | 26    |
| Partito Socialista Italiano (PSI)              | 24.854  | 18,46 | 9     |
| Partito Comunista Italiano (PCI)               | 16.375  | 12,20 | 6     |
| Partito Socialista Democratico Italiano (PSDI) | 11.378  | 8,45  | 4     |
| Movimento Sociale Italiano (MSI)               | 6.428   | 4,77  | 2     |
| Partito Liberale Italiano (PLI)                | 5.694   | 4,22  | 2     |
| Altri                                          | 4.981   | 3,70  | 1     |
| Totale                                         | 134.564 |       | 50    |

#### Vicenza
| Liste                                         | Voti   | %    | Seggi |
| --------------------------------------------- | ------ | ---- | ----- |
| Democrazia Cristiana (DC)                     | 29.546 | 50,9 |       |
| Partito Socialista Italiano (PSI)             | 9.316  | 16,0 |       |
| Partito Comunista Italiano (PCI)              | 5.943  | 10,2 |       |
| Partito Socialista Democratico Italiano (PLI) | 5.748  | 9,9  |       |
| Movimento Sociale Italiano (MSI)              | 3.666  | 6,3  |       |
| Partito Liberale Italiano (PLI)               | 3.249  | 5,6  |       |
| Partito Repubblicano Italiano (PRI)           | 594    | 1,0  |       |
| Totale                                        | 58.062 |      |       |

### Friuli-Venezia Giulia

#### Udine
| Liste                                                    | Voti  | %    | Seggi |
| -------------------------------------------------------- | ----- | ---- | ----- |
| Democrazia Cristiana (DC)                                | 22442 | 42,8 | 18    |
| Partito Socialista Italiano (PSI)                        | 8026  | 15,3 | 6     |
| Partito Comunista Italiano (PCI)                         | 6833  | 12,6 | 5     |
| Partito Socialista Democratico Italiano (PSDI)           | 6546  | 12,5 | 5     |
| Movimento Sociale Italiano (MSI)                         | 4921  | 9,4  | 4     |
| Partito Liberale Italiano (PLI)                          | 2719  | 5,2  | 2     |
| Partito Democratico Italiano di Unità Monarchica (PDIUM) | 1139  | 2,1  | -     |
| Totale                                                   |       |      | 40    |

### Liguria

#### Genova
| Liste                                          | Voti    | %     | Seggi |
| ---------------------------------------------- | ------- | ----- | ----- |
| Democrazia Cristiana (DC)                      | 166.452 | 33,25 | 27    |
| Partito Comunista Italiano (PCI)               | 130.921 | 26,16 | 22    |
| Partito Socialista Italiano (PSI)              | 130.921 | 21,10 | 17    |
| Partito Socialista Democratico Italiano (PSDI) | 38.634  | 7,72  | 6     |
| Movimento Sociale Italiano (MSI)               | 23.998  | 4,79  | 4     |
| Partito Liberale Italiano (PLI)                | 19.751  | 3,95  | 3     |
| Partito Repubblicano Italiano (PRI)            | 6.576   | 1,31  | 1     |
| Partito Nazionale Monarchico (PNM)             | 5.616   | 2,12  | -     |
| Movimento di Comunità                          | 1.884   | 0,38  | -     |
| Cristiano Sociali                              | 1.302   | 0,26  | -     |
| Totale                                         | 500.533 |       | 80    |

#### La Spezia
| Liste                                                    | Voti   | %    | Seggi |
| -------------------------------------------------------- | ------ | ---- | ----- |
| Democrazia Cristiana (DC)                                | 25.814 | 33,2 | 18    |
| Partito Comunista Italiano (PCI)                         | 25.581 | 32,9 | 17    |
| Partito Socialista Italiano (PSI)                        | 11.682 | 15,0 | 8     |
| Partito Socialista Democratico Italiano (PSDI)           | 4.616  | 5,9  | 3     |
| Movimento Sociale Italiano (MSI)                         | 3.884  | 5,0  | 2     |
| Partito Repubblicano Italiano (PRI)                      |        | 3,1  | 1     |
| Partito Liberale Italiano (PLI)                          | 2.197  | 2,8  | 1     |
| Partito Democratico Italiano di Unità Monarchica (PDIUM) | 1.382  |      | -     |
| Movimento Comunità                                       | 254    |      | -     |
| Totale                                                   |        |      |       |

### Emilia-Romagna

#### Bologna
| Liste                                          | Voti    | %     | Seggi |
| ---------------------------------------------- | ------- | ----- | ----- |
| Due Torri (PCI-Ind.)                           | 138.090 | 45,57 | 28    |
| Democrazia Cristiana (DC)                      | 81.087  | 26,76 | 17    |
| Partito Socialista Democratico Italiano (PSDI) | 26.336  | 8,69  | 5     |
| Partito Socialista Italiano (PSI)              | 25.962  | 8,57  | 5     |
| Partito Liberale Italiano (PLI)                | 14.958  | 4,94  | 3     |
| Movimento Sociale Italiano (MSI)               | 13.262  | 4,38  | 2     |
| Partito Repubblicano Italiano (PRI)            | 3.298   | 1,09  | -     |
| Totale                                         | 302.993 |       | 60    |

#### Ferrara
| Liste                                          | Voti   | %    | Seggi |
| ---------------------------------------------- | ------ | ---- | ----- |
| Partito Comunista Italiano (PCI)               | 40.475 | 41,3 | 21    |
| Democrazia Cristiana (DC)                      | 22.427 | 22,9 | 12    |
| Partito Socialista Italiano (PSI)              | 16.782 | 17,1 | 9     |
| Partito Socialista Democratico Italiano (PSDI) | 7.727  | 7,9  | 4     |
| Movimento Sociale Italiano (MSI)               | 5.069  | 5,2  | 2     |
| Partito Liberale Italiano (PLI)                | 4.396  | 4,5  | 2     |
| Partito Repubblicano Italiano (PRI)            | 1.050  | 1,1  | -     |
| Totale                                         |        |      |       |

#### Forlì
| Liste                                          | Voti   | %    | Seggi |
| ---------------------------------------------- | ------ | ---- | ----- |
| Partito Comunista Italiano (PCI)               | 21.750 | 36,5 | 15    |
| Partito Repubblicano Italiano (PRI)            | 14.491 | 24,3 | 10    |
| Democrazia Cristiana (DC)                      | 12.135 | 20,4 | 8     |
| Partito Socialista Italiano (PSI)              | 6.243  | 10,5 | 4     |
| Movimento Sociale Italiano (MSI)               | 3.062  | 5,1  | 2     |
| Partito Socialista Democratico Italiano (PSDI) | 1.896  | 3,2  | 1     |
| Totale                                         | 59.577 |      | 40    |

#### Modena
| Liste                                          | Voti   | %     | Seggi |
| ---------------------------------------------- | ------ | ----- | ----- |
| Partito Comunista Italiano (PCI)               | 40.800 | 45,11 | 24    |
| Democrazia Cristiana (DC)                      | 25.638 | 28,35 | 15    |
| Partito Socialista Italiano (PSI)              | 11.541 | 12,76 | 6     |
| Partito Socialista Democratico Italiano (PSDI) | 6.367  | 7,04  | 3     |
| Movimento Sociale Italiano (MSI)               | 3.155  | 3,49  | 1     |
| Partito Liberale Italiano (PLI)                | 2.946  | 3,26  | 1     |
| Totale                                         | 90.447 |       | 50    |

#### Parma
| Liste                                                    | Voti   | %     | Seggi |
| -------------------------------------------------------- | ------ | ----- | ----- |
| Partito Comunista Italiano (PCI)                         | 34.198 | 36,91 | 19    |
| Democrazia Cristiana (DC)                                | 27.695 | 29,89 | 15    |
| Partito Socialista Italiano (PSI)                        | 14.400 | 15,54 | 8     |
| Partito Socialista Democratico Italiano - PRI (PSDI-PRI) | 7.479  | 8,07  | 4     |
| Movimento Sociale Italiano (MSI)                         | 4.478  | 4,83  | 2     |
| Partito Liberale Italiano (PLI)                          | 4.407  | 4,76  | 2     |
| Totale                                                   | 92.657 |       | 50    |

#### Piacenza
| Liste                                          | Voti   | %    | Seggi |
| ---------------------------------------------- | ------ | ---- | ----- |
| Democrazia Cristiana (DC)                      | 18.767 | 33,4 | 14    |
| Partito Comunista Italiano (PCI)               | 15.355 | 27,3 | 11    |
| Partito Socialista Italiano (PSI)              | 10.501 | 18,7 | 8     |
| Partito Socialista Democratico Italiano (PSDI) | 5.962  | 10,6 | 4     |
| Partito Liberale Italiano (PLI)                | 2.608  | 4,6  | 2     |
| Movimento Sociale Italiano (MSI)               | 2.255  | 4,0  | 1     |
| Altri                                          |        | 1,3  |       |
| Totale                                         | 56.180 |      | 40    |

#### Ravenna
| Liste                                          | Voti   | %     | Seggi |
| ---------------------------------------------- | ------ | ----- | ----- |
| Partito Comunista Italiano (PCI)               | 29.264 | 39,31 | 17    |
| Partito Repubblicano Italiano (PRI)            | 21.939 | 29,47 | 12    |
| Democrazia Cristiana (DC)                      | 11.896 | 15,98 | 7     |
| Partito Socialista Italiano (PSI)              | 6.670  | 8,96  | 3     |
| Partito Socialista Democratico Italiano (PSDI) | 2.002  | 2,68  | 1     |
| Movimento Sociale Italiano (MSI)               | 1.575  | 2,11  | -     |
| Partito Liberale Italiano (PLI)                | 1.082  | 1,45  | -     |
| Totale                                         | 74.428 |       | 40    |

#### Reggio Emilia
| Liste                                                    | Voti   | %    | Seggi |
| -------------------------------------------------------- | ------ | ---- | ----- |
| Partito Comunista Italiano (PCI)                         | 25.584 | 44,4 |       |
| Democrazia Cristiana (DC)                                | 15.663 | 26,5 |       |
| Partito Socialista Italiano (PSI)                        | 8.134  | 14,2 |       |
| Partito Socialista Democratico Italiano (PSDI)           | 4.037  | 7,0  |       |
| Movimento Sociale Italiano (MSI)                         | 2.707  | 3,5  |       |
| Partito Liberale Italiano (PLI)                          | 2.192  | 3,2  |       |
| Partito Democratico Italiano di Unità Monarchica (PDIUM) | 336    |      | -     |
| Totale                                                   |        |      |       |

### Toscana

#### Firenze
| Liste                                                    | Voti    | %     | Seggi |
| -------------------------------------------------------- | ------- | ----- | ----- |
| Democrazia Cristiana (DC)                                | 99.875  | 34,84 | 22    |
| Partito Comunista Italiano (PCI)                         | 93.210  | 32,52 | 20    |
| Partito Socialista Italiano (PSI)                        | 39.754  | 13,87 | 8     |
| Partito Socialista Democratico Italiano (PSDI)           | 18.692  | 6,52  | 4     |
| Movimento Sociale Italiano (MSI)                         | 15.413  | 5,38  | 3     |
| Partito Liberale Italiano (PLI)                          | 13.640  | 4,76  | 3     |
| Partito Repubblicano Italiano (PRI)                      | 3.731   | 1,30  | -     |
| Partito Democratico Italiano di Unità Monarchica (PDIUM) | 2.332   | 0,81  | -     |
| Totale                                                   | 286.647 |       | 60    |

#### Grosseto
| Liste                                          | Voti   | %     | Seggi |
| ---------------------------------------------- | ------ | ----- | ----- |
| Partito Comunista Italiano (PCI)               | 12.461 | 40,36 | 17    |
| Democrazia Cristiana (DC)                      | 7.627  | 24,70 | 10    |
| Partito Socialista Italiano (PSI)              | 3.831  | 12,41 | 5     |
| Movimento Sociale Italiano (MSI)               | 2.564  | 8,3   | 3     |
| Partito Repubblicano Italiano (PRI)            | 2.088  | 6,8   | 3     |
| Partito Socialista Democratico Italiano (PSDI) | 1.633  | 5,3   | 2     |
| Partito Liberale Italiano (PLI)                | 672    | 2,2   | -     |
| Totale                                         | 30.876 |       | 40    |

#### Livorno
| Liste                                                    | Voti    | %     | Seggi |
| -------------------------------------------------------- | ------- | ----- | ----- |
| Partito Comunista Italiano (PCI)                         | 42.496  | 42,44 | 23    |
| Democrazia Cristiana (DC)                                | 27.091  | 27,05 | 14    |
| Partito Socialista Italiano (PSI)                        | 13.830  | 13,81 | 7     |
| Movimento Sociale Italiano (MSI)                         | 4.907   | 4,90  | 2     |
| Partito Socialista Democratico Italiano (PSDI)           | 4.672   | 4,67  | 2     |
| Partito Repubblicano Italiano (PRI)                      | 3.206   | 3,20  | 1     |
| Partito Liberale Italiano (PLI)                          | 2.196   | 2,19  | 1     |
| MCS                                                      | 878     | 0,88  | -     |
| Partito Democratico Italiano di Unità Monarchica (PDIUM) | 864     | 0,86  | -     |
| Totale                                                   | 100.140 |       | 50    |

#### Lucca
| Liste                                                    | Voti   | %     | Seggi |
| -------------------------------------------------------- | ------ | ----- | ----- |
| Democrazia Cristiana (DC)                                | 29.314 | 53,81 | 23    |
| Partito Comunista Italiano (PCI)                         | 7.165  | 13,15 | 5     |
| Partito Socialista Italiano (PSI)                        | 6.172  | 11,33 | 5     |
| Partito Socialista Democratico Italiano (PSDI)           | 3.785  | 6,95  | 3     |
| Movimento Sociale Italiano (MSI)                         | 2.658  | 4,88  | 2     |
| Partito Liberale Italiano (PLI)                          | 1.989  | 3,65  | 1     |
| Partito Democratico Italiano di Unità Monarchica (PDIUM) | 1.612  | 2,96  | 1     |
| Partito Repubblicano Italiano (PRI)                      | 1.212  | 2,22  | -     |
| Indipendente di centro                                   | 565    | 1,04  | -     |
| Totale                                                   | 54.472 |       | 40    |

#### Pisa
| Liste                             | Voti   | %     | Seggi |
| --------------------------------- | ------ | ----- | ----- |
| Democrazia Cristiana (DC)         | 21.178 | 35,75 | 15    |
| Partito Comunista Italiano (PCI)  | 17.819 | 30,08 | 13    |
| Partito Socialista Italiano (PSI) | 9.339  | 15,76 | 6     |
| Movimento Sociale Italiano (MSI)  | 4.975  | 8,40  | 3     |
| PSDI - PRI                        | 3.968  | 6,70  | 2     |
| Partito Liberale Italiano (PLI)   | 1.968  | 3,32  | 1     |
| Totale                            | 59.247 |       | 40    |

#### Pistoia
| Liste                                          | Voti   | %     | Seggi |
| ---------------------------------------------- | ------ | ----- | ----- |
| Partito Comunista Italiano (PCI)               | 21.132 | 39,06 | 16    |
| Democrazia Cristiana (DC)                      | 18.652 | 34,48 | 15    |
| Partito Socialista Italiano (PSI)              | 7.653  | 14,15 | 6     |
| Partito Socialista Democratico Italiano (PSDI) | 3.708  | 6,85  | 2     |
| Movimento Sociale Italiano (MSI)               | 1.844  | 3,41  | 1     |
| Partito Liberale Italiano (PLI)                | 1.109  | 2,05  | -     |
| Totale                                         | 54.098 |       | 40    |

#### Siena
| Liste                                                    | Voti   | %     | Seggi |
| -------------------------------------------------------- | ------ | ----- | ----- |
| Partito Comunista Italiano (PCI)                         | 15.548 | 37,63 | 16    |
| Democrazia Cristiana (DC)                                | 12.511 | 30,28 | 13    |
| Partito Socialista Italiano (PSI)                        | 5.447  | 13,2  | 5     |
| Lista civica                                             | 4.290  | 10,38 | 3     |
| Movimento Sociale Italiano (MSI)                         | 2.228  | 5,39  | 2     |
| Partito Liberale Italiano (PLI)                          | 975    | 2,36  | 1     |
| Partito Democratico Italiano di Unità Monarchica (PDIUM) | 323    | 0,78  | -     |
| Totale                                                   | 41.322 |       | 40    |

### Umbria

#### Perugia
| Liste                                                    | Voti   | %    | Seggi |
| -------------------------------------------------------- | ------ | ---- | ----- |
| Partito Comunista Italiano (PCI)                         | 21.634 | 31,7 | 13    |
| Democrazia Cristiana (DC)                                | 20.497 | 30,1 | 13    |
| Partito Socialista Italiano (PSI)                        | 13.914 | 20,4 | 9     |
| Movimento Sociale Italiano (MSI)                         | 4.822  | 7,1  | 3     |
| Partito Socialista Democratico Italiano (PSDI)           | 4.276  | 6,3  | 2     |
| Partito Liberale Italiano (PLI)                          | 1.535  | 2,2  | -     |
| Partito Repubblicano Italiano (PRI)                      | 904    | 1,3  | -     |
| Partito Democratico Italiano di Unità Monarchica (PDIUM) | 624    | 0,9  | -     |
| Totale                                                   |        |      | 40    |

#### Terni
| Liste                                          | Voti   | %     | Seggi |
| ---------------------------------------------- | ------ | ----- | ----- |
| Partito Comunista Italiano (PCI)               | 21.192 | 37,13 | 16    |
| Democrazia Cristiana (DC)                      | 13.303 | 23,31 | 10    |
| Partito Socialista Italiano (PSI)              | 11.691 | 20,48 | 8     |
| Movimento Sociale Italiano (MSI)               | 5.673  | 9,94  | 4     |
| Partito Socialista Democratico Italiano (PSDI) | 2.475  | 4,33  | 1     |
| Partito Repubblicano Italiano (PRI)            | 2.044  | 3,58  | 1     |
| Partito Liberale Italiano (PLI)                | 689    | 1,20  | -     |
| Totale                                         | 57.067 |       | 40    |

### Marche

#### Ancona
| Liste                                          | Voti   | %     | Seggi |
| ---------------------------------------------- | ------ | ----- | ----- |
| Partito Comunista Italiano (PCI)               | 19.175 | 32,00 | 13    |
| Democrazia Cristiana (DC)                      | 18.809 | 31,43 | 13    |
| Partito Socialista Italiano (PSI)              | 7.287  | 12,1  | 5     |
| Partito Repubblicano Italiano (PRI)            | 5.697  | 9,5   | 4     |
| Partito Socialista Democratico Italiano (PSDI) | 3.774  | 6,31  | 2     |
| Movimento Sociale Italiano (MSI)               | 3.725  | 6,23  | 2     |
| Partito Liberale Italiano (PLI)                | 1.475  | 2,46  | 1     |
| Totale                                         |        |       | 40    |

#### Ascoli Piceno
| Liste                                                    | Voti   | %    | Seggi |
| -------------------------------------------------------- | ------ | ---- | ----- |
| Democrazia Cristiana (DC)                                | 11.788 | 42,2 | 18    |
| Partito Socialista Italiano (PSI)                        | 4.606  | 16,5 | 7     |
| Partito Comunista Italiano (PCI)                         | 4.205  | 15,0 | 6     |
| Movimento Sociale Italiano (MSI)                         | 3.105  | 11,1 | 4     |
| Partito Socialista Democratico Italiano (PSDI)           | 1.554  | 5,6  | 2     |
| Partito Liberale Italiano (PLI)                          | 1.072  | 3,8  | 1     |
| Partito Democratico Italiano di Unità Monarchica (PDIUM) | 834    | 3,0  | 1     |
| Partito Repubblicano Italiano (PRI)                      | 786    | 2,8  | 1     |
| Totale                                                   | 30.537 |      | 40    |

#### Macerata
| Liste                                          | Voti   | %     | Seggi |
| ---------------------------------------------- | ------ | ----- | ----- |
| Democrazia Cristiana (DC)                      | 10.350 | 45,94 | 20    |
| Partito Socialista Italiano (PSI)              | 2964   | 13,16 | 5     |
| Partito Comunista Italiano (PCI)               | 2870   | 12,74 | 5     |
| Partito Repubblicano Italiano (PRI)            | 2226   | 9,88  | 4     |
| Partito Socialista Democratico Italiano (PSDI) | 1978   | 8,78  | 3     |
| Movimento Sociale Italiano (MSI)               | 1536   | 6,82  | 2     |
| Partito Liberale Italiano - PDIUM (PLI-PDIUM)  | 604    | 2,68  | 1     |
| Totale                                         |        |       |       |

#### Pesaro
| Liste                                          | Voti   | %     | Seggi |
| ---------------------------------------------- | ------ | ----- | ----- |
| Partito Comunista Italiano (PCI)               | 13.486 | 35,41 | 15    |
| Democrazia Cristiana (DC)                      | 13.121 | 34,46 | 14    |
| Partito Socialista Italiano (PSI)              | 6.281  | 16,49 | 7     |
| Partito Socialista Democratico Italiano (PSDI) | 2.882  | 7,56  | 3     |
| Partito Repubblicano Italiano (PRI)            | 1.446  | 3,79  | 1     |
| Partito Liberale Italiano (PLI)                | 859    | 2,25  | -     |
| Totale                                         | 38.075 |       | 40    |

### Lazio

#### Frosinone
| Liste                                          | Voti   | %    | Seggi |
| ---------------------------------------------- | ------ | ---- | ----- |
| Democrazia Cristiana (DC)                      | 18.553 | 39,8 | 16    |
| Partito Comunista Italiano (PCI)               | 10.605 | 22,8 | 9     |
| Partito Socialista Italiano (PSI)              | 8.800  | 18,9 | 8     |
| Movimento Sociale Italiano (MSI)               | 4.982  | 10,7 | 4     |
| Partito Liberale Italiano - PDIUM (PLI-PDIUM)  | 1.235  | 2,6  | 1     |
| Partito Socialista Democratico Italiano (PSDI) | 2.420  | 2,2  | 2     |
| Totale                                         | 20.503 |      | 30    |

#### Latina
| Liste                                                    | Voti  | %    | Seggi |
| -------------------------------------------------------- | ----- | ---- | ----- |
| Democrazia Cristiana (DC)                                | 9.002 | 38,3 | 16    |
| Partito Socialista Italiano (PSI)                        | 4.061 | 17,3 | 7     |
| Movimento Sociale Italiano (MSI)                         | 3.206 | 13,6 | 6     |
| Partito Democratico Italiano di Unità Monarchica (PDIUM) | 2.431 | 10,4 | 4     |
| Partito Comunista Italiano (PCI)                         | 2.180 | 9,3  | 4     |
| Partito Socialista Democratico Italiano (PSDI)           | 1.458 | 6,2  | 2     |
| Partito Repubblicano Italiano (PRI)                      | 894   | 3,8  | 1     |
| Partito Liberale Italiano (PLI)                          | 262   | 1,1  | -     |
| Totale                                                   |       |      | 40    |

#### Rieti
| Liste                                          | Voti   | %     | Seggi |
| ---------------------------------------------- | ------ | ----- | ----- |
| Democrazia Cristiana (DC)                      | 6537   | 31,88 | 13    |
| Partito Socialista Italiano (PSI)              | 6270   | 30,58 | 13    |
| Partito Comunista Italiano (PCI)               | 3138   | 15,30 | 6     |
| Movimento Sociale Italiano (MSI)               | 2252   | 10,98 | 4     |
| Partito Socialista Democratico Italiano (PSDI) | 1010   | 4,92  | 2     |
| Partito Liberale Italiano (PLI)                | 654    | 3,18  | 1     |
| Partito Repubblicano Italiano (PRI)            | 642    | 3,13  | 1     |
| Totale                                         | 20.503 |       | 40    |

#### Roma
| Liste                                                    | Voti      | %     | Seggi |
| -------------------------------------------------------- | --------- | ----- | ----- |
| Democrazia Cristiana (DC)                                | 397.069   | 33,93 | 28    |
| Partito Comunista Italiano (PCI)                         | 269.838   | 23,05 | 19    |
| Movimento Sociale Italiano (MSI)                         | 177.932   | 15,20 | 12    |
| Partito Socialista Italiano-Partito Radicale (PSI-PR)    | 153.928   | 13,15 | 11    |
| Partito Socialista Democratico Italiano (PSDI)           | 55.680    | 4,76  | 3     |
| Partito Liberale Italiano (PLI)                          | 47.775    | 4,08  | 3     |
| Partito Democratico Italiano di Unità Monarchica (PDIUM) | 31.663    | 2,70  | 2     |
| Partito Repubblicano Italiano (PRI)                      | 17.741    | 1,52  | 1     |
| Partito Monarchico Popolare (PMP)                        | 15.420    | 1,32  | 1     |
| Altri                                                    | 3.395     | 0,29  | -     |
| Totale                                                   | 1.170.441 |       | 80    |

#### Viterbo
| Liste                                                    | Voti   | %    | Seggi |
| -------------------------------------------------------- | ------ | ---- | ----- |
| Democrazia Cristiana (DC)                                | 12.806 | 44,6 | 19    |
| Partito Comunista Italiano (PCI)                         | 4.994  | 17,4 | 7     |
| Partito Socialista Italiano (PSI)                        | 4.287  | 15,0 | 6     |
| Movimento Sociale Italiano (MSI)                         | 2.788  | 9,7  | 4     |
| Partito Liberale Italiano (PLI)                          | 1.325  | 4,6  | 2     |
| Partito Democratico Italiano di Unità Monarchica (PDIUM) | 1.005  | 3,5  | 1     |
| Partito Socialista Democratico Italiano (PSDI)           | 880    | 3,1  | 1     |
| Partito Repubblicano Italiano (PRI)                      | 598    | 2,1  | -     |
| Totale                                                   |        |      | 40    |

### Abruzzo

#### Chieti
| Liste                                                  | Voti   | %    | Seggi |
| ------------------------------------------------------ | ------ | ---- | ----- |
| Democrazia Cristiana (DC)                              | 12.536 | 52,6 | 23    |
| Partito Comunista Italiano (PCI)                       | 3.895  | 16,4 | 7     |
| Movimento Sociale Italiano (MSI)                       | 2.705  | 11,4 | 4     |
| Partito Socialista Italiano (PSI)                      | 2.103  | 8,8  | 3     |
| Partito Liberale Italiano-PDIUM (PLI-PDIUM)            | 1.357  | 5,7  | 2     |
| Partito Socialista Democratico Italiano-PRI (PSDI-PRI) | 701    | 2,9  | 1     |
| Indipendenti                                           | 530    | 2,2  | -     |
| Totale                                                 |        |      | 40    |

#### L'Aquila
| Liste                                                    | Voti   | %     | Seggi |
| -------------------------------------------------------- | ------ | ----- | ----- |
| Democrazia Cristiana (DC)                                | 13961  | 46,16 | 20    |
| Partito Comunista Italiano (PCI)                         | 4994   | 16,51 | 7     |
| Partito Socialista Italiano (PSI)                        | 4465   | 14,76 | 6     |
| Movimento Sociale Italiano (MSI)                         | 3089   | 10,21 | 4     |
| Partito Socialista Democratico Italiano (PSDI)           | 1833   | 6,06  | 2     |
| Partito Democratico Italiano di Unità Monarchica (PDIUM) | 1318   | 4,35  | 1     |
| Partito Liberale Italiano (PLI)                          | 580    | 1,91  | -     |
| Totale                                                   | 30.240 | 100   | 40    |

#### Pescara
| Liste                                          | Voti   | %    | Seggi |
| ---------------------------------------------- | ------ | ---- | ----- |
| Democrazia Cristiana (DC)                      | 18.553 | 39,8 | 16    |
| Partito Comunista Italiano (PCI)               | 10.605 | 22,8 | 9     |
| Partito Socialista Italiano (PSI)              | 8.800  | 18,9 | 8     |
| Movimento Sociale Italiano (MSI)               | 4.982  | 10,7 | 4     |
| Partito Socialista Democratico Italiano (PSDI) | 2.420  | 5,2  | 2     |
| Partito Liberale Italiano-PDIUM (PDIUM)        | 1.235  | 2,6  | 1     |
| Totale                                         |        |      | 40    |

### Campania

#### Avellino
| Liste                                                    | Voti   | %    | Seggi |
| -------------------------------------------------------- | ------ | ---- | ----- |
| Democrazia Cristiana (DC)                                | 10.789 | 50,8 | 22    |
| Partito Socialista Italiano (PSI)                        | 3.832  | 18,1 | 7     |
| Partito Comunista Italiano (PCI)                         | 2.070  | 9,7  | 4     |
| Partito Democratico Italiano di Unità Monarchica (PDIUM) | 1.837  | 8,7  | 3     |
| Movimento Sociale Italiano (MSI)                         | 1.210  | 5,7  | 2     |
| Partito Liberale Italiano (PLI)                          | 891    | 4,2  | 1     |
| Partito Socialista Democratico Italiano (PSDI)           | 592    | 2,8  | 1     |
| Totale                                                   |        |      |       |

#### Napoli
| Liste                                                    | Voti    | %     | Seggi |
| -------------------------------------------------------- | ------- | ----- | ----- |
| Partito Democratico Italiano di Unità Monarchica (PDIUM) | 201.522 | 35,96 | 29    |
| Democrazia Cristiana (DC)                                | 146.661 | 26,17 | 22    |
| Partito Comunista Italiano (PCI)                         | 130.908 | 23,36 | 19    |
| Partito Socialista Italiano (PSI)                        | 34.152  | 6,09  | 5     |
| Movimento Sociale Italiano (MSI)                         | 23.226  | 4,14  | 3     |
| Partito Liberale Italiano (PLI)                          | 11.854  | 2,12  | 1     |
| Partito Socialista Democratico Italiano (PSDI)           | 11.181  | 2,00  | 1     |
| Movimento Economico Italiano Sociale (MEIS)              | 550     | 0,10  | -     |
| MIG                                                      | 357     | 0,06  | -     |
| Totale                                                   | 560.441 |       | 80    |

#### Salerno
| Liste                                                    | Voti   | %     | Seggi |
| -------------------------------------------------------- | ------ | ----- | ----- |
| Democrazia Cristiana (DC)                                | 28138  | 47,53 | 21    |
| Partito Socialista Italiano (PSI)                        | 8212   | 13,87 | 6     |
| Partito Comunista Italiano (PCI)                         | 7822   | 13,21 | 5     |
| Movimento Sociale Italiano (MSI)                         | 4249   | 7,17  | 3     |
| Partito Democratico Italiano di Unità Monarchica (PDIUM) | 3741   | 6,32  | 2     |
| Partito Liberale Italiano (PLI)                          | 3347   | 5,65  | 2     |
| Partito Socialista Democratico Italiano (PSDI)           | 2573   | 4,34  | 1     |
| Partito Repubblicano Italiano (PRI)                      | 1107   | 1,87  | -     |
| Totale                                                   | 59.189 |       | 40    |

### Puglia

#### Brindisi
| Liste                                                    | Voti   | %     | Seggi |
| -------------------------------------------------------- | ------ | ----- | ----- |
| Democrazia Cristiana (DC)                                | 16426  | 49,53 | 21    |
| Partito Socialista Italiano (PSI)                        | 6086   | 18,35 | 8     |
| Movimento Sociale Italiano (MSI)                         | 5161   | 15,56 | 6     |
| Partito Comunista Italiano (PCI)                         | 4131   | 12,45 | 5     |
| Partito Liberale Italiano (PLI)                          | 563    | 1,69  | -     |
| Partito Democratico Italiano di Unità Monarchica (PDIUM) | 547    | 1,64  | -     |
| Partito Socialista Democratico Italiano (PSDI)           | 245    | 0,73  | -     |
| Totale                                                   | 33.159 |       | 40    |

#### Foggia
| Liste                                                    | Voti   | %    | Seggi |
| -------------------------------------------------------- | ------ | ---- | ----- |
| Democrazia Cristiana (DC)                                | 19.702 | 36,6 | 19    |
| Partito Comunista Italiano (PCI)                         | 10.722 | 19,9 | 10    |
| Partito Socialista Italiano (PSI)                        | 7.904  | 14,7 | 7     |
| Movimento Sociale Italiano (MSI)                         | 6.312  | 11,7 | 6     |
| Partito Democratico Italiano di Unità Monarchica (PDIUM) | 5.959  | 11,1 | 6     |
| Partito Liberale Italiano (PLI)                          | 1.637  | 3,0  | 1     |
| Partito Socialista Democratico Italiano (PSDI)           | 1.588  | 3,0  | 1     |
| Totale                                                   | 53.920 |      | 50    |

#### Lecce
| Liste                                          | Voti   | %     | Seggi |
| ---------------------------------------------- | ------ | ----- | ----- |
| Democrazia Cristiana (DC)                      | 11.122 | 29,26 | 13    |
| Indipendenti di destra                         | 7.853  | 20,66 | 9     |
| Partito Liberale Italiano-PDIUM (PLI-PDIUM)    | 7.530  | 19,81 | 8     |
| Movimento Sociale Italiano (MSI)               | 4.029  | 10,60 | 4     |
| Partito Comunista Italiano (PCI)               | 3.390  | 8,92  | 3     |
| Partito Socialista Italiano (PSI)              | 2.347  | 6,17  | 2     |
| Partito Socialista Democratico Italiano (PSDI) | 1.268  | 3,33  | 1     |
| Partito Repubblicano Italiano (PRI)            | 463    | 1,21  | -     |
| Totale                                         | 38.002 |       | 40    |

#### Taranto
| Liste                                          | Voti   | %     | Seggi |
| ---------------------------------------------- | ------ | ----- | ----- |
| Democrazia Cristiana (DC)                      | 31.039 | 35,62 | 19    |
| Partito Comunista Italiano (PCI)               | 23.485 | 26,95 | 14    |
| Partito Socialista Italiano (PSI)              | 12.688 | 14,56 | 7     |
| Movimento Sociale Italiano (MSI)               | 9.847  | 11,30 | 6     |
| Partito Nazionale Monarchico (PNM)             | 3.822  | 4,38  | 2     |
| Partito Socialista Democratico Italiano (PSDI) | 1.847  | 2,12  | 1     |
| Partito Monarchico Popolare (PMP)              | 1.705  | 1,95  | 1     |
| Partito Liberale Italiano (PLI)                | 1.407  | 1,61  | -     |
| Lista Ancora                                   | 931    | 1,06  | -     |
| Partito Repubblicano Italiano (PRI)            | 345    | 0,39  | -     |
| Totale                                         | 87.116 |       | 50    |

### Basilicata

#### Matera
| Liste                                          | Voti   | %     | Seggi |
| ---------------------------------------------- | ------ | ----- | ----- |
| Democrazia Cristiana (DC)                      | 7750   | 41,74 | 17    |
| Partito Comunista Italiano (PCI)               | 5626   | 30,30 | 12    |
| Partito Socialista Italiano (PSI)              | 2800   | 15,08 | 6     |
| Movimento Sociale Italiano (MSI)               | 1022   | 5,50  | 2     |
| Partito Liberale Italiano (PLI)                | 937    | 5,04  | 2     |
| Partito Socialista Democratico Italiano (PSDI) | 428    | 2,30  | 1     |
| Totale                                         | 18.563 |       | 40    |

#### Potenza
| Liste                                                    | Voti  | %     | Seggi |
| -------------------------------------------------------- | ----- | ----- | ----- |
| Democrazia Cristiana (DC)                                | 9.650 | 46,73 | 19    |
| Partito Comunista Italiano (PCI)                         | 3.011 | 14,58 | 6     |
| Partito Socialista Italiano (PSI)                        | 2.405 | 11,65 | 4     |
| Movimento Sociale Italiano - PNM (MSI-PNM)               | 2.148 | 10,40 | 7     |
| Partito Democratico Italiano di Unità Monarchica (PDIUM) | 1.465 | 7,09  | -     |
| Partito Socialista Democratico Italiano (PSDI)           | 994   | 4,81  | 2     |
| Partito Liberale Italiano (PLI)                          | 978   | 4,74  | 2     |
| Totale                                                   |       |       |       |

### Calabria

#### Catanzaro
| Liste                                                    | Voti   | %     | Seggi |
| -------------------------------------------------------- | ------ | ----- | ----- |
| Democrazia Cristiana (DC)                                | 16050  | 47,08 | 21    |
| Partito Comunista Italiano (PCI)                         | 6778   | 19,88 | 1     |
| Movimento Sociale Italiano (MSI)                         | 3149   | 9,23  | 4     |
| Partito Socialista Italiano (PSI)                        | 2957   | 8,67  | 2     |
| Partito Repubblicano Italiano (PRI)                      | 1502   | 4,40  | 1     |
| Partito Democratico Italiano di Unità Monarchica (PDIUM) | 1371   | 4,02  | 1     |
| Partito Liberale Italiano (PLI)                          | 1258   | 3,69  | 1     |
| Partito Socialista Democratico Italiano (PSDI)           | 1020   | 2,99  | 1     |
| Totale                                                   | 34.085 |       | 40    |

#### Cosenza
| Liste                                                    | Voti   | %    | Seggi |
| -------------------------------------------------------- | ------ | ---- | ----- |
| Democrazia Cristiana (DC)                                | 16.260 | 46,8 | 20    |
| Partito Socialista Italiano (PSI)                        | 6.282  | 18,1 | 7     |
| Partito Comunista Italiano (PCI)                         | 5.726  | 16,5 | 7     |
| Movimento Sociale Italiano (MSI)                         | 3.696  | 10,6 | 4     |
| Partito Liberale Italiano (PLI)                          | 995    | 2,9  | 1     |
| Partito Democratico Italiano di Unità Monarchica (PDIUM) | 869    | 2,5  | 1     |
| Partito Socialista Democratico Italiano (PSDI)           | 494    | 1,4  | -     |
| Partito Repubblicano Italiano (PRI)                      | 421    | 1,2  | -     |
| Totale                                                   |        |      |       |

#### Reggio Calabria
| Liste                                                    | Voti   | %     | Seggi |
| -------------------------------------------------------- | ------ | ----- | ----- |
| Democrazia Cristiana (DC)                                | 39080  | 54,41 | 29    |
| Partito Comunista Italiano (PCI)                         | 12010  | 16,72 | 9     |
| Partito Socialista Italiano (PSI)                        | 8795   | 12,24 | 6     |
| Movimento Sociale Italiano (MSI)                         | 6151   | 8,56  | 4     |
| Partito Democratico Italiano di Unità Monarchica (PDIUM) | 2561   | 3,56  | 1     |
| Partito Socialista Democratico Italiano (PSDI)           | 2012   | 2,80  | 1     |
| Partito Liberale Italiano (PLI)                          | 1207   | 1,68  | -     |
| Totale                                                   | 71.816 |       | 50    |

### Sicilia

#### Agrigento
| Liste                                                    | Voti  | %     | Seggi |
| -------------------------------------------------------- | ----- | ----- | ----- |
| Democrazia Cristiana (DC)                                | 10943 | 48,73 | 22    |
| Unione Siciliana Cristiano Sociale (USCS)                | 3375  | 15,02 | 6     |
| Partito Comunista Italiano (PCI)                         | 2930  | 13,04 | 5     |
| Partito Socialista Italiano (PSI)                        | 1748  | 7,78  | 3     |
| Movimento Sociale Italiano (MSI)                         | 1510  | 6,72  | 3     |
| Partito Socialista Democratico Italiano (PSDI)           | 817   | 3,63  | 1     |
| Partito Liberale Italiano (PLI)                          | 476   | 2,11  | -     |
| Agricoltori                                              | 402   | 1,79  | -     |
| Partito Democratico Italiano di Unità Monarchica (PDIUM) | 255   | 1,13  | -     |
| Totale                                                   | 22456 |       | 40    |

#### Catania
| Liste                                                    | Voti    | %     | Seggi |
| -------------------------------------------------------- | ------- | ----- | ----- |
| Democrazia Cristiana (DC)                                | 77.706  | 44,64 | 28    |
| Partito Comunista Italiano (PCI)                         | 33.668  | 19,34 | 12    |
| Partito Democratico Italiano di Unità Monarchica (PDIUM) | 18.156  | 10,43 | 6     |
| Partito Socialista Italiano (PSI)                        | 11.474  | 6,59  | 4     |
| Partito Liberale Italiano (PLI)                          | 11.197  | 6,43  | 4     |
| Movimento Sociale Italiano (MSI)                         | 10.639  | 6,14  | 3     |
| Unione Siciliana Cristiano Sociale (UCS)                 | 9.640   | 5,54  | 3     |
| Indipendenti                                             | 530     | 0,34  | -     |
| Movimento per l'Indipendenza della Sicilia (MIS)         | 448     | 0,26  | -     |
| Altri                                                    | 595     | 0,34  | -     |
| Totale                                                   | 174.053 |       | 60    |

#### Messina
| Liste                                                    | Voti    | %     | Seggi |
| -------------------------------------------------------- | ------- | ----- | ----- |
| Democrazia Cristiana (DC)                                | 52.821  | 41,93 | 23    |
| Partito Liberale Italiano (PLI)                          | 14.240  | 11,30 | 6     |
| Partito Comunista Italiano (PCI)                         | 13.739  | 10,90 | 6     |
| Movimento Sociale Italiano (MSI)                         | 13.414  | 10,64 | 5     |
| Partito Democratico Italiano di Unità Monarchica (PDIUM) | 10.021  | 7,95  | 4     |
| Partito Socialista Italiano (PSI)                        | 6.707   | 5,32  | 2     |
| Unione Siciliana Cristiano Sociale (UCS)                 | 5.734   | 4,55  | 2     |
| Partito Socialista Democratico Italiano - PRI (PSDI-PRI) | 3.687   | 2,92  | 1     |
| Lista Civica                                             | 3.216   | 2,55  | 1     |
| Partito Radicale (PR)                                    | 1.414   | 1,12  | -     |
| Indipendenti di Sinistra                                 | 965     | 0,76  | -     |
| Totale                                                   | 125.958 |       | 50    |

#### Palermo
| Liste                                                    | Voti    | %     | Seggi |
| -------------------------------------------------------- | ------- | ----- | ----- |
| Democrazia Cristiana (DC)                                | 104.032 | 37,95 | 24    |
| Unione Siciliana Cristiano Sociale (UCS)                 | 40.437  | 14,75 | 9     |
| Partito Comunista Italiano (PCI)                         | 37.964  | 13,85 | 9     |
| Partito Democratico Italiano di Unità Monarchica (PDIUM) | 24.660  | 8,99  | 5     |
| Movimento Sociale Italiano (MSI)                         | 24.229  | 8,84  | 5     |
| Partito Socialista Italiano (PSI)                        | 19.392  | 7,07  | 4     |
| Partito Socialista Democratico Italiano (PSDI)           | 12.061  | 4,40  | 2     |
| Partito Liberale Italiano (PLI)                          | 11.366  | 4,15  | 2     |
| Totale                                                   | 274.141 |       | 60    |

#### Siracusa
| Liste                                                    | Voti   | %     | Seggi |
| -------------------------------------------------------- | ------ | ----- | ----- |
| Democrazia Cristiana (DC)                                | 15603  | 38,52 | 16    |
| Partito Comunista Italiano (PCI)                         | 6522   | 16,10 | 7     |
| Movimento Sociale Italiano (MSI)                         | 5345   | 13,19 | 5     |
| Partito Socialista Italiano (PSI)                        | 4834   | 11,93 | 5     |
| Partito Liberale Italiano (PLI)                          | 2642   | 6,52  | 2     |
| Partito Socialista Democratico Italiano (PSDI)           | 2273   | 5,61  | 2     |
| Unione Siciliana Cristiano Sociale (USCS)                | 1980   | 4,88  | 2     |
| Partito Democratico Italiano di Unità Monarchica (PDIUM) | 1306   | 3,22  | 1     |
| Totale                                                   | 40.505 |       | 40    |

#### Trapani
| Liste                                                    | Voti   | %     | Seggi |
| -------------------------------------------------------- | ------ | ----- | ----- |
| Democrazia Cristiana (DC)                                | 13.360 | 34,23 | 15    |
| Movimento Sociale Italiano (MSI)                         | 6.457  | 16,54 | 7     |
| Partito Socialista Italiano (PSI)                        | 5.839  | 14,96 | 6     |
| Unione Siciliana Cristiano Sociale (USCS)                | 2.937  | 7,52  | 3     |
| Partito Comunista Italiano (PCI)                         | 2.774  | 7,10  | 3     |
| Partito Liberale Italiano (PLI)                          | 2.495  | 6,39  | 2     |
| Partito Democratico Italiano di Unità Monarchica (PDIUM) | 2.278  | 5,83  | 2     |
| Partito Socialista Democratico Italiano (PSDI)           | 1.758  | 4,50  | 1     |
| Partito Repubblicano Italiano (PRI)                      | 1.132  | 2,90  | 1     |
| Totale                                                   | 39.030 |       | 40    |

### Sardegna

#### Cagliari
| Liste                                                    | Voti   | %     | Seggi |
| -------------------------------------------------------- | ------ | ----- | ----- |
| Democrazia Cristiana (DC)                                | 37694  | 45,97 | 25    |
| Partito Comunista Italiano (PCI)                         | 13001  | 15,85 | 8     |
| Partito Socialista Italiano (PSI)                        | 8753   | 10,67 | 5     |
| Movimento Sociale Italiano (MSI)                         | 7311   | 8,91  | 4     |
| Partito Liberale Italiano (PLI)                          | 4938   | 6,02  | 3     |
| Partito Democratico Italiano di Unità Monarchica (PDIUM) | 4243   | 5,17  | 2     |
| Partito Socialista Democratico Italiano (PSDI)           | 3044   | 3,71  | 2     |
| Partito Sardo d'Azione (PSd'Az)                          | 3002   | 3,66  | 1     |
| Totale                                                   | 81.986 |       | 50    |

#### Sassari
| Liste                                                    | Voti   | %    | Seggi |
| -------------------------------------------------------- | ------ | ---- | ----- |
| Democrazia Cristiana (DC)                                | 19.590 | 47,9 | 20    |
| Partito Comunista Italiano (PCI)                         | 5.132  | 12,5 | 5     |
| Partito Democratico Italiano di Unità Monarchica (PDIUM) | 4.048  | 9,9  | 3     |
| Partito Socialista Democratico Italiano (PSDI)           | 3.120  | 7,6  | 3     |
| Partito Socialista Italiano (PSI)                        | 3.021  | 7,4  | 3     |
| Movimento Sociale Italiano (MSI)                         | 2.932  | 7,2  | 4     |
| Partito Liberale Italiano (PLI)                          | 1.631  | 4,0  | 1     |
| Partito Sardo d'Azione (PSd'Az)                          | 1.004  | 2,4  | 1     |
| Altri                                                    |        | 1,0  |       |
| Totale                                                   |        |      |       |

## Elezioni provinciali

### Riepilogo nazionale
| Liste  | Liste                                   | Voti       | %     | Seggi |
| ------ | --------------------------------------- | ---------- | ----- | ----- |
|        | Democrazia Cristiana                    | 10 021 718 | 40,31 | 982   |
|        | Partito Comunista Italiano              | 6 085 848  | 24,48 | 576   |
|        | Partito Socialista Italiano             | 3 580 338  | 14,40 | 335   |
|        | Movimento Sociale Italiano              | 1 473 835  | 5,93  | 125   |
|        | Partito Socialista Democratico Italiano | 1 426 363  | 5,74  | 118   |
|        | Partito Liberale Italiano               | 998 504    | 4,02  | 78    |
|        | PDIUM                                   | 715 499    | 2,88  | 41    |
|        | Partito Repubblicano Italiano           | 319 978    | 1,29  | 27    |
|        | Altri                                   | 240 531    | 0,97  | 16    |
| Totale | Totale                                  | 24 862 614 | 100   | 2298  |